# 佐藤秀樹
佐藤 秀樹（さとう ひでき、1970年4月21日 - ）は、静岡県富士市出身の元プロ野球選手（投手、右投右打）・コーチ。
2014年シーズンより、2年間中日ドラゴンズの二軍投手コーチを務めた。中京大学附属中京高等学校在学時にU-18野球日本代表へ選出された現トヨタ自動車硬式野球部に所属の佐藤勇基は子息。

## 経歴

### プロ入り前
小学3年の時に野球を始め、中学でエースで4番打者になる。
富士宮西高でも1年秋からエースになり、県大会で2試合連続ノーヒットノーラン、19奪三振を記録。1987年、2年生の時に、第59回選抜高等学校野球大会に出場。3年夏は県大会決勝戦で完投するも、延長13回の末にサヨナラ負け。
その後、社会人野球の三菱重工横浜では補強選手で3年連続都市対抗野球出場、1992年のドラフト会議で中日ドラゴンズから1位指名を受け入団。ドラフト前は福岡ダイエーホークスへの入団を希望していたが、同じく松井秀喜の抽選に外れた中日が先の指名となった。

### プロ入り後
1993年から先発ローテーションにも入る。
1994年には7勝を挙げ規定投球回もクリア。10.8決戦にも3番手投手として登板した。
その後はプロ野球脱税事件への関与や成績も下降気味となる。
1999年に西武ライオンズに金銭トレードされる。
2002年に戦力外通告を受け退団。ヤクルトスワローズに移籍した。
2003年には、7年ぶりの勝利投手となり、5勝を挙げ久しぶりに一軍で活躍した。
2004年10月5日に戦力外通告を受けた。その後、合同トライアウトに参加したものの、日本プロ野球では獲得する球団は現れなかった。
2005年、台湾・中華職業棒球大聯盟の誠泰コブラズへ入団するも、不振のためシーズン中に選手登録を外れ、コーチ業に専念。同年限りで退団し、現役引退。

### 現役引退後
2006年より、古巣中日のスコアラーに転身した。
2007年まで広島東洋カープ担当。
2008年は横浜ベイスターズ担当。
2009年から2011年は阪神タイガースを担当した。
2012年からはスコアラーの担当制は廃止された。
2013年10月22日、翌2014年シーズンより中日の二軍投手コーチを務めることが発表された。11月1日には背番号が75になることが発表された。
2015年は二軍チーフ投手コーチとなった。
2016年からスコアラーに復帰。再び阪神タイガースを担当することになった。
2018年からは都裕次郎の後任としてチーフスコアラーに就任した。

## 詳細情報

### 年度別投手成績
| 年 度     | 球 団     | 登 板 | 先 発 | 完 投 | 完 封 | 無 四 球 | 勝 利 | 敗 戦 | セ 丨 ブ | ホ 丨 ル ド | 勝 率 | 打 者 | 投 球 回 | 被 安 打 | 被 本 塁 打 | 与 四 球 | 敬 遠 | 与 死 球 | 奪 三 振 | 暴 投 | ボ 丨 ク | 失 点 | 自 責 点 | 防 御 率 | W H I P |
| --------- | --------- | ----- | ----- | ----- | ----- | -------- | ----- | ----- | -------- | ----------- | ----- | ----- | -------- | -------- | ----------- | -------- | ----- | -------- | -------- | ----- | -------- | ----- | -------- | -------- | ------- |
| 1993      | 中日      | 13    | 9     | 0     | 0     | 0        | 4     | 1     | 0        | --          | .800  | 241   | 54.2     | 48       | 12          | 37       | 1     | 2        | 42       | 2     | 0        | 27    | 25       | 4.12     | 1.55    |
| 1994      | 中日      | 28    | 22    | 5     | 0     | 0        | 7     | 9     | 0        | --          | .438  | 608   | 140.2    | 127      | 13          | 75       | 2     | 2        | 104      | 6     | 1        | 58    | 49       | 3.14     | 1.44    |
| 1995      | 中日      | 22    | 14    | 1     | 0     | 0        | 3     | 9     | 0        | --          | .250  | 431   | 91.0     | 116      | 12          | 45       | 3     | 3        | 70       | 6     | 0        | 68    | 67       | 6.63     | 1.77    |
| 1996      | 中日      | 32    | 7     | 0     | 0     | 0        | 3     | 2     | 0        | --          | .600  | 327   | 69.1     | 83       | 6           | 36       | 2     | 5        | 51       | 6     | 0        | 41    | 38       | 4.93     | 1.72    |
| 1997      | 中日      | 6     | 0     | 0     | 0     | 0        | 0     | 0     | 0        | --          | ----  | 36    | 7.0      | 9        | 2           | 5        | 0     | 0        | 8        | 0     | 0        | 7     | 7        | 9.00     | 2.00    |
| 1999      | 西武      | 12    | 1     | 0     | 0     | 0        | 0     | 0     | 1        | --          | ----  | 111   | 25.0     | 18       | 3           | 17       | 1     | 1        | 15       | 0     | 0        | 9     | 8        | 2.88     | 1.40    |
| 2000      | 西武      | 4     | 0     | 0     | 0     | 0        | 0     | 0     | 0        | --          | ----  | 36    | 7.1      | 11       | 1           | 4        | 0     | 0        | 2        | 0     | 0        | 9     | 8        | 9.82     | 2.05    |
| 2003      | ヤクルト  | 28    | 8     | 0     | 0     | 0        | 5     | 4     | 0        | --          | .556  | 278   | 63.1     | 73       | 9           | 19       | 0     | 1        | 34       | 1     | 1        | 35    | 33       | 4.69     | 1.45    |
| 2005      | 誠泰      | 6     | 6     | 0     | 0     | 0        | 2     | 3     | 0        | 0           | .400  | 137   | 28.2     | 39       | 4           | 13       | 0     | 2        | 15       | 2     | 1        | 33    | 22       | 6.91     | 1.81    |
| NPB：9年  | NPB：9年  | 145   | 61    | 6     | 0     | 0        | 22    | 25    | 1        | --          | .468  | 2068  | 458.1    | 485      | 58          | 238      | 9     | 14       | 326      | 21    | 2        | 254   | 235      | 4.61     | 1.58    |
| CPBL：1年 | CPBL：1年 | 6     | 6     | 0     | 0     | 0        | 2     | 3     | 0        | 0           | .400  | 137   | 28.2     | 39       | 4           | 13       | 0     | 2        | 15       | 2     | 1        | 33    | 22       | 6.91     | 1.81    |

### 記録
- 初登板：1993年7月31日、対ヤクルトスワローズ16回戦（明治神宮野球場）、3回裏に2番手として救援登板、2回3失点
- 初奪三振：同上、3回裏に秦真司から
- 初勝利：1993年8月7日、対読売ジャイアンツ14回戦（ナゴヤ球場)、7回表に4番手として救援登板、1回無失点
- 初先発：1993年8月15日、対読売ジャイアンツ18回戦（東京ドーム）、5回1/3を4失点
- 初先発勝利：1993年8月29日、対阪神タイガース19回戦（阪神甲子園球場）、5回2失点
- 初完投勝利：1994年5月19日、対ヤクルトスワローズ9回戦（明治神宮野球場）、9回1失点
- 初セーブ：1999年9月30日、対千葉ロッテマリーンズ27回戦（千葉マリンスタジアム）、9回裏に4番手として救援登板、1回無失点
- 初登板で対戦した第1打者に被本塁打：上記「初登板」の項を参照(打者・池山隆寛)。セ・リーグ15人目。

### 背番号
- 24 （1993年 - 1998年）
- 49 （1999年 - 2002年）
- 28 （2003年 - 2005年）
- 75 （2014年 - 2015年）